# Wincenty Mischke

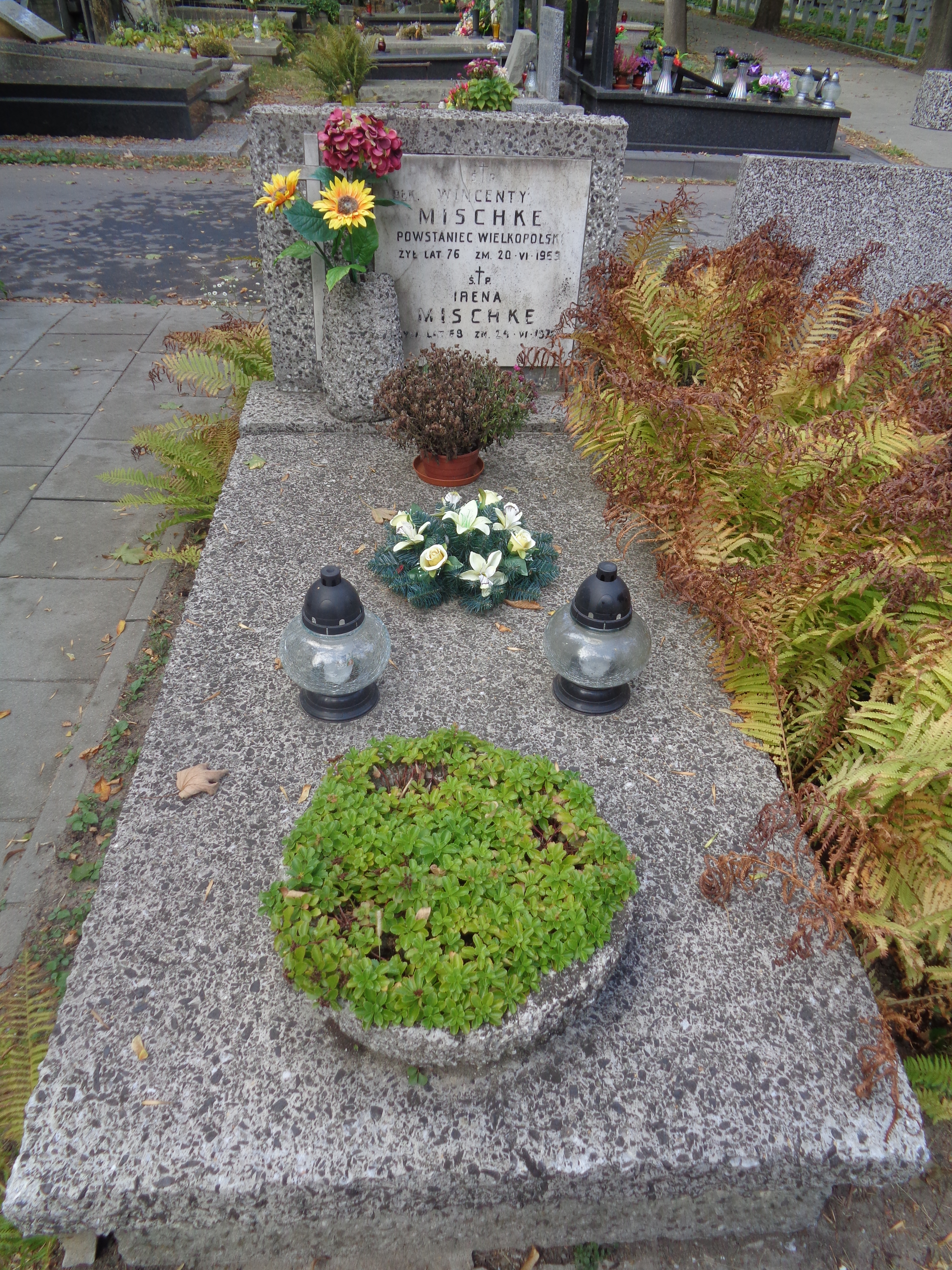
Grób Wincentego Mischke na cmentarzu wojskowym na Powązkach

Wincenty Mischke ps. „Henryk”, „Myśliwiecki” i „Jan Mayer” (ur. 20 stycznia 1894 w Mylinie, zm. 20 czerwca 1969 w Warszawie) – pułkownik Wojska Polskiego, działacz niepodległościowy, kawaler Orderu Virtuti Militari, powstaniec wielkopolski.

## Życiorys
Urodził się 20 stycznia 1894 roku we wsi Mylin, w rodzinie Adolfa i Walentyny z Maciejewskich. Do szkoły powszechnej uczęszczał w rodzinnej wsi, gdzie w 1906 zorganizował strajk szkolny. Za tę akcję matkę Wincentego ukarano wysoką grzywną pieniężną, a jego samego wyrzucono ze szkoły. Dopiero po upływie półtora roku władze niemieckie zezwoliły mu na podjęcie dalszej nauki w szkole handlowej we Wronkach. Był członkiem Stowarzyszenia Młodzieży Polskiej w Chrzypsku Wielkim. W 1911 wstąpił do „Sokoła” w Pniewach. W 1914 ukończył tajny kurs dla naczelników i pod-naczelników „Sokoła”.

### W armii niemieckiej
30 września 1914 został wcielony do armii niemieckiej. Służbę pełnił początkowo w 48 pułku piechoty, potem w 18 pułku piechoty. Po ukończeniu kursu karabinów maszynowych został awansowany do stopnia kaprala i przydzielony do 59 pułku piechoty, gdzie zajmował się szkoleniem rekrutów. W kwietniu 1917 przeniesiono go do 446 pułku piechoty, w którym walczył na froncie zachodnim. W grudniu 1918 dostał przepustkę z frontu do domu na święta. Po przyjeździe do Poznania zdezerterował z armii niemieckiej i 26 grudnia 1918 roku zgłosił się do Biura Werbunkowego żołnierzy polskich w Poznaniu. Brał udział w walkach w oddziale straży w Poznaniu.

### W niepodległej Polsce
W styczniu 1919 roku zorganizował w Mylinie oddział powstańczy, którym dowodził w czasie wyzwalania Mylina, Chrzypska Wielkiego, Sierakowa i Kamionnej. 17 lutego 1919 roku odznaczył się w czasie odpierania natarcia niemieckiego na Gralewo. Wraz z oddziałem został przydzielony do I batalionu „Grupy Zachodniej” przeformowanego w marcu 1919 w 2 pułku strzelców wielkopolskich, późniejszy 56 pułk piechoty Wielkopolskiej. W kwietniu 1919 został mianowany sierżantem piechoty. Dowodził kompanią. Walczył w rejonie Zbąszynia. Po złożeniu egzaminu 20 sierpnia 1919 roku został mianowany z dniem 26 października 1919 roku podporucznikiem piechoty. Od 15 września 1919 roku dowodził nadal kompanią i walczył na froncie wojny polsko-bolszewickiej na Białorusi. Uczestniczył w walkach nad Berezyną. Został ranny 1 sierpnia 1919 roku i przebywał na leczeniu w szpitalu w Grudziądzu, potem do maja 1920 roku w Poznaniu. W czasie pobytu w szpitalach podjął naukę i zdał egzamin maturalny. Po wyleczeniu powrócił do macierzystego pułku i z dniem 1 kwietnia 1920 roku został mianowany porucznikiem piechoty.

#### Udział w przewrocie majowym
Służbę w 56 pułku piechoty pełnił do końca maja 1926 roku. Wraz z tym pułkiem, jako adiutant pułku, brał udział w przewrocie majowym stając po stronie prezydenta Rzeczypospolitej Polskiej. Bezpośrednio po przewrocie majowym został przeniesiony do 9 pułku piechoty Legionów w Zamościu (do pułku z którym walczył w maju 1926 roku) na stanowisko dowódcy kompanii, potem adiutanta.

#### Dalsza kariera wojskowa
Od września 1931 służył w Szkole Podchorążych Piechoty w Komorowie koło Ostrowi Mazowieckiej, w której pełnił funkcję instruktora, dowódcy plutonu oraz kompanii. 17 grudnia 1931 roku został awansowany na kapitana ze starszeństwem z dniem 1 stycznia 1932 roku i 82. lokatą w korpusie oficerów piechoty. W latach 1937–1939 pełnił funkcję dowódcy 6 kompanii szkolnej II baonu Szkoły Podchorążych Piechoty. W 1938 ukończył w Centrum Wyszkolenia Piechoty w Rembertowie kurs dla dowódców batalionów. Z dniem 19 marca 1939 został awansowany do stopnia majora służby stałej piechoty. Od 24 sierpnia 1939 był dowódcą II batalionu szkolnego w Szkole Podchorążych Piechoty.

### Podczas II wojny światowej
W kampanii wrześniowej 1939 brał udział, już od 1 września, na stanowisku dowódcy 4 Batalionu Strzelców w składzie Kresowej Brygady Kawalerii w walkach nad Wartą pod Wieluniem (wieś Glinno). Z resztkami zdziesiątkowanego batalionu (zwanego później „batalionem śmierci”) wycofał się w kierunku Warszawy, a później dalej na wschód i dołączył do 116 pułku piechoty (rezerwowego), z którym walczył nad Bugiem i na Lubelszczyźnie. Po kapitulacji dostał się do niewoli niemieckiej, z której uciekł i kierował się ku granicy próbując przedostać się na Węgry z zamiarem dotarcia do Francji. Jednak próba przejścia przez granicę słowacką nie powiodła się.
Powrócił do Warszawy, gdzie włączył się w działalność konspiracyjną. Działał w konspiracyjnej organizacji „Muszkieterzy”, w której zajmował się organizacją, a potem wywiadem na Generalne Gubernatorstwo i Niemcy. Po powstaniu Związku Walki Zbrojnej nawiązał kontakt z gen. Roweckim i dostał od niego rozkaz podporządkowania pod rozkazy ZWZ organizacji „Muszkieterów”. Wykonując ten rozkaz doprowadził do konspiracyjnego zebrania członków organizacji, na którym część zebranych zadeklarowała podporządkowanie się ZWZ, a cześć najbliższych współpracowników inżyniera Stefana Witkowskiego, założyciela organizacji, pozostała z nim poza ZWZ. Inżynier Witkowski założył kolegialne kierownictwo organizacji i wydał wyrok śmierci na Wincentego Mischke za zdradę organizacji. Wyrok nie został wykonany, bo sam Witkowski został skazany wyrokiem Wojskowego Sądu Specjalnego Armii Krajowej, na śmierć za zabójstwo dwóch podchorążych i zastrzelony 18 września 1942.
Po przemianowaniu Związku Walki Zbrojnej na Armię Krajową od 1942 roku został przydzielony do Wydziału Wywiadu Piechoty Komendy Głównej AK. Z dniem 11 listopada 1943 roku mianowany podpułkownikiem służby stałej piechoty. Od kwietnia 1944 roku pełnił funkcję inspektora KG AK do spraw wyszkolenia. W ramach akcji „Burza” był przewidywany na stanowisko dowódcy 25 Dywizji Piechoty AK w skład, której miały wejść odtwarzane 29 pp, 56 pp i 60 pp. Latem 1944 prowadził działania organizacyjne, ale ostatecznie nie doszło do sformowania 25 DP AK. Akcja „Burza” została anulowana i Wincenty Mischke został powołany na stanowisko Inspektora KG AK na podregion Piotrków Tryb. (dowództwo regionu mieściło się w Łodzi lecz granicą Reichu łączność z nim była zerwana). Po wkroczeniu Rosjan do Piotrkowa Trybunalskiego Wincenty Mischke uzyskał wiadomość ze swych źródeł wywiadowczych, że jest poszukiwany przez NKWD. Uciekł z Piotrkowa i piechotą przeprawił się pod Warszawę. Jeszcze zimą dotarł do rodziny, ukrywał się, chorował (odmrożenia i inne). Po uzyskaniu wiadomości o rozwiązaniu AK udał się do Rejonu Uzupełnień w Skierniewicach i ujawnił się. Zataił w dokumencie ujawnienia działalność w Piotrkowie Trybunalskim podając, że dnia 1 sierpnia 1944 został aresztowany przez Niemców jako osoba cywilna i wywieziony na roboty do Niemiec i że po odzyskaniu wolności w roku 1945 powrócił do kraju.

### Dalsze życie
Po kilku miesiącach od ujawnienia został wezwany do RKU Skierniewice i tam otrzymał dokument wcielenia do Ludowego Wojska Polskiego, a następnie został mianowany dowódcą 10 Oddziału Ochrony Pogranicza z siedzibą w Rybniku. Po opanowaniu sytuacji w tym regionie dostał rozkaz przeniesienia do Białegostoku na stanowisko dowódcy 6 Oddziału WOP. Pełniąc służbę w Białymstoku został awansowany do stopnia pułkownika i zaraz po tym fakcie przeniesiono go na stanowisko szefa sztabu 4 Pomorskiej Dywizji Piechoty w Kaliszu, a następnie przeniesiono go do Łodzi na stanowisko szefa sztaby 8 Drezdeńskiej Dywizji Piechoty.
W roku 1949 został zwolniony z wojska i emerytowany bez uznania inwalidztwa po ranach odniesionych w 1919 roku pod Kijowem (sztywne palce i nadgarstek ręki lewej) i z powodu częściowej utraty słuchu po kontuzji odniesionej w wyniku wybuchu pocisku w czasie walk nad Wartą w 1939 roku. Mieszkając w Łodzi, pozostawał przez dłuższy czas bez pracy. W końcu znalazł pracę kierownika bazy transportu PCH w Łodzi, a po likwidacji PCH podjął pracę referenta w Zarządzie CPLiA w Łodzi, gdzie pracował do czasu przejścia na emeryturę. Po roku 1968 przeniósł się do syna pod Warszawę. Zmarł w Szpitalu Wojewódzkim w Warszawie 20 czerwca 1969 roku. Pochowany jest na Cmentarzu Wojskowym na Powązkach w Warszawie (kwatera C15-2-10).

## Ordery i odznaczenia
- Krzyż Złoty Orderu Wojennego Virtuti Militari (za walki nad Wartą we wrześniu 1939 roku)[5][6][7]
- Krzyż Srebrny Orderu Wojskowego Virtuti Militari nr 726[1] – 1921[5][6][8]
- Krzyż Niepodległości – 20 lipca 1932 „za pracę w dziele odzyskania niepodległości”[9][10]
- Krzyż Kawalerski Orderu Odrodzenia Polski – 1966[5][6]
- Krzyż Walecznych trzykrotnie[5][6]
- Srebrny Krzyż Zasługi z Mieczami[5][6]
- Srebrny Krzyż Zasługi[5][6]
- Medal za Długoletnią Służbę[6]
- Medal Pamiątkowy za Wojnę 1918–1921[6]
- Medal Dziesięciolecia Odzyskanej Niepodległości[6]
- Medal Zwycięstwa i Wolności 1945 (1947)[6]
- Krzyż Partyzancki (1947)[5][6]
- Wielkopolski Krzyż Powstańczy[5][6]
- Odznaka Grunwaldzka[6]
- Brązowa i Srebrna Odznaka „Odbudowy Warszawy”[6]

## Życie prywatne
Żona Irena z domu Pikunas, syn Janusz urodzony w roku 1936.